# Marie Lindqvist
Marie Helen Lindqvist, född 20 november 1970, är en svensk balettdansös och hovdansare.
Lindqvist utbildades vid Kungliga Teaterns balettskola/Kungliga Svenska Balettskolan och har dansat vid Kungliga Baletten sedan 1988, som solist 1991 och premiärdansös sedan 1993.
År 2004 utnämndes hon till hovdansare. Hon har också gästdansat vid ett stort antal teatrar i Europa, Kina, Japan, USA med flera och medverkade 2005 i Benois de la Dance-gala på Bolsjojteatern i Moskva tillsammans med premiärdansören Dragos Mihalcea, som hon ofta dansar ihop med.

## Priser och utmärkelser
- 1992 – Svenska Dagbladets operapris
- 2004 – Hovdansare
- 2014 – Litteris et Artibus

## Roller (urval)
Odette/Odile i Svansjön (Natalie Conus och Peter Wright), Aurora i Törnrosa (Beryl Grey), titelrollen i Askungen (Frederick Ashton), Kitri i Don Quijote (Rudolf Nurejev), titelrollen i Giselle (Natalia Makarova), Julia i Romeo och Julia (Kenneth MacMillan), Husan i Nötknäpparen (Pär Isberg), Hippolyta/Titania i En midsommarnattsdröm och Solveig i Peer Gynt (båda John Neumeier), Mary Vetsera i Mayerling (Kenneth MacMillan), Bianca i Så tuktas en argbigga (John Cranko), Elsalill i Herr Arnes penningar (Pär Isberg), titelrollen i Eldfågeln (Alexei Ratmansky), Persefone i Sisyfos (Birgit Åkesson), Tatjana i Onegin (John Cranko), titelrollen i Pippi Långstrump (Pär Isberg) med flera. Även solouppgifter i baletter av George Balanchine, Ulysses Dove, Mats Ek, Per Jonsson, Jiri Kylian, William Forsythe, Twyla Tharp, Krzysztof Pastor, Nacho Duato, David Dawson, Christopher Hampson med flera.